# Campeonato Mundial de Curling Masculino de 2021
El LXIII Campeonato Mundial de Curling Masculino se celebró en Calgary (Canadá) entre el 2 y el 11 de abril de 2021 bajo la organización de la Federación Mundial de Curling (WCF) y la Federación Canadiense de Curling.
Las competiciones se realizaron en la WinSport Arena de la ciudad canadiense.

## Tabla de posiciones
| Pos | Equipo         | G  | P  | G–P |
| --- | -------------- | -- | -- | --- |
| 1   | Suecia         | 11 | 2  | 1–0 |
| 2   | RCF            | 11 | 2  | 0–1 |
| 3   | Estados Unidos | 10 | 3  | –   |
| 4   | Canadá         | 9  | 4  | 1–0 |
| 5   | Escocia        | 9  | 4  | 0–1 |
| 6   | Suiza          | 8  | 5  | –   |
| 7   | Italia         | 7  | 6  | 1–0 |
| 8   | Noruega        | 7  | 6  | 0–1 |
| 9   | Japón          | 6  | 7  | –   |
| 10  | Alemania       | 4  | 9  | –   |
| 11  | Dinamarca      | 3  | 10 | –   |
| 12  | Países Bajos   | 2  | 11 | 1–1 |
| 13  | Corea del Sur  | 2  | 11 | 1–1 |
| 14  | China          | 2  | 11 | 1–1 |

## Cuadro final
|  | Clasif. a semifinales | Clasif. a semifinales |         |   | Semifinales | Semifinales  |              |        | Final | Final |  |
|  |                       |                       |         |   |             |              |              |        |       |       |  |
|  |                       |                       |         |   |             |              |              |        |       |       |  |
|  |                       |                       |         |   |             |              |              |        |       |       |  |
|  |                       |                       |         |   |             |              |              |        |       |       |  |
|  |                       |                       |         |   |             |              |              |        |       |       |  |
|  |                       | Suecia                | 11      |   |             |              |              |        |       |       |  |
|  |                       |                       | 11      |   |             |              |              |        |       |       |  |
|  |                       |                       | Suiza   | 3 |             |              |              |        |       |       |  |
|  | Estados Unidos        | 6                     | Suiza   | 3 |             |              |              |        |       |       |  |
|  | Estados Unidos        | 6                     |         |   |             |              |              |        |       |       |  |
|  | Suiza                 | 7                     |         |   |             |              |              |        |       |       |  |
|  | Suiza                 | 7                     |         |   |             |              |              | Suecia | 10    |       |  |
|  |                       |                       |         |   |             |              |              | Suecia | 10    |       |  |
|  |                       |                       | Escocia | 5 |             |              |              |        |       |       |  |
|  |                       |                       | Escocia | 5 |             |              |              |        |       |       |  |
|  |                       |                       |         |   |             |              |              |        |       |       |  |
|  |                       |                       |         |   |             |              |              |        |       |       |  |
|  |                       | RCF                   | 3       |   |             | Tercer lugar | Tercer lugar |        |       |       |  |
|  |                       |                       | 3       |   |             | Tercer lugar | Tercer lugar |        |       |       |  |
|  |                       |                       | Escocia | 5 |             |              |              |        |       |       |  |
|  | Canadá                | 3                     | Escocia | 5 |             |              | Suiza        | 6      |       |       |  |
|  | Canadá                | 3                     |         |   |             |              | Suiza        | 6      |       |       |  |
|  | Escocia               | 5                     |         |   |             |              |              |        | RCF   | 5     |  |
|  | Escocia               | 5                     |         |   |             |              |              |        | RCF   | 5     |  |
|  |                       |                       |         |   |             |              |              |        |       |       |  |

## Medallistas
| Evento    | Oro                                                                                            | Plata                                                                    | Bronce                                                                                |
| --------- | ---------------------------------------------------------------------------------------------- | ------------------------------------------------------------------------ | ------------------------------------------------------------------------------------- |
| Masculino | Suecia · Niklas Edin · Oskar Eriksson · Rasmus Wranå · Christoffer Sundgren · Daniel Magnusson | Escocia Bruce Mouat Grant Hardie Robert Lammie Hammy McMillan Ross Whyte | Suiza · Benoît Schwarz · Sven Michel · Peter de Cruz · Valentin Tanner · Pablo Lachat |